# Kini et Adams
Pour plus de détails, voir Fiche technique et Distribution.
Kini et Adams est un film burkinabé réalisé par Idrissa Ouedraogo, sorti en 1997.

## Synopsis
Deux amis veulent quitter la brousse pour trouver du travail en ville. L'arrivée miraculeuse d'un chantier va leur donner les moyens de leur ambition. Leur amitié va-t-elle survivre à la rivalité qui grandit entre eux?

## Fiche technique
- Titre français : Kini et Adams
- Réalisation : Idrissa Ouedraogo
- Scénario : Santiago Amigorena, Olivier Lorelle et Idrissa Ouedraogo
- Direction artistique : Heather Cameron
- Costumes : Heeten Bhagat et Funki Loader
- Photographie : Jean-Paul Meurisse
- Montage : Monica Coleman
- Musique : Wally Badarou
- Pays d'origine : Burkina Faso
- Format : Couleurs - 35 mm - 2,35:1 - Dolby
- Genre : drame
- Durée : 93 minutes
- Dates de sortie :
  - France : 10 mai 1997 (Festival de Cannes 1997), 22 octobre 1997 (sortie nationale)

## Distribution
- Vusi Kunene : Kini
- David Mohloki : Adams
- Nthati Moshesh : Aida
- John Kani : Ben
- Netsayi Chigwendere : Binja
- Sibongile Mlambo : Bongi
- Simon Shumba : Pedlar

## Distinction
- Festival de Cannes 1997 : sélection en compétition